# Riccardia incurvata
Riccardia incurvata là một loài rêu trong họ Aneuraceae. Loài này được Lindb. mô tả khoa học đầu tiên..